# Fashionably Yours

## Sinopsis
Después de organizar tres años consecutivos la colección de moda de una revista puntera en el sector, Lauren "Graham" pierde un ascenso y decide que es el momento de tirar la toalla en Seattle y de volver a casa. Cuando Rob "Sampson", el propietario de la compañía de la mudanza que contrata, descubre el motivo por el que quiere abandonar la ciudad, éste decide enseñarle todo su encanto.

## Recepción
En IMDb tiene 6.3/10

## Reseñas
"Esta película también hará que te enamores de Seattle. Es fácil ver cómo se puede ignorar la belleza de su ciudad porque está demasiado ocupado o con exceso de trabajo. Los escritores permitieron que la relación creciera a su propio ritmo. No iban a tener citas, sino a conocer la zona. Además, están trabajando juntos para ayudar a los Thundercats de Rob a ingresar a la liga itinerante con las ganancias de una subasta silenciosa. El escritor presenta un interés amoroso potencial, Brian, en la historia. Pero Hallmarkies sabe que Brian no es un factor en esta historia. Disfruta de la historia de amor de Rob y Lauren y planifica un viaje si puedes." - "The Best Dang Girls" (3.5/5)